# Potez XI
Potez XI (русск. Потез одиннадцать) — французский экспериментальный истребитель компании Potez.

## История
Самолёт был построен в 1922 году и 11 декабря того же года совершил свой первый полёт. Это был первый истребитель компании Potez. Впоследствии работы по самолёту были свёрнуты и он так и остался в единственном экземпляре.

## Лётные данные
| Размах крыла, м             | 12,7                   |
| Длина, м                    | 9,08                   |
| Площадь крыла, м2           | 46,2                   |
| Масса пустого, кг           | 1350                   |
| Максимальная взлётная, кг   | 2000                   |
| Мощность двигателя          | 1×370                  |
| Максимальная скорость, км/ч | 220                    |
| Крейсерская скорость, км/ч  | 186                    |
| Потолок, м                  | 8000                   |
| Экипаж                      | 1                      |
| Вооружение                  | четыре 7.7-мм пулемета |